# Erica halicacaba
Erica halicacaba är en ljungväxtart som beskrevs av Carl von Linné. Erica halicacaba ingår i släktet klockljungssläktet, och familjen ljungväxter. Inga underarter finns listade i Catalogue of Life.